# Eriocaulon pseudoescape
Eriocaulon pseudoescape là một loài thực vật có hoa trong họ Eriocaulaceae. Loài này được Prajaksood & Chantar. mô tả khoa học đầu tiên năm 2002.